# Trichesthes chorotega
Trichesthes chorotega är en skalbaggsart som beskrevs av Moron 2001. Trichesthes chorotega ingår i släktet Trichesthes och familjen Melolonthidae. Inga underarter finns listade i Catalogue of Life.